# 2003年の政治
< 2002年 | 2003年の政治 | 2004年 >
2003年の政治（2003ねんのせいじ）では、2003年（平成15年）の政治分野で起きた出来事についてまとめる。
国旗が無い記述は、日本における出来事である。

## 出来事

### 1月
- 5日 -  リトアニア大統領選挙決選投票。第1回投票で2位だったロランダス・パクサス元首相が同1位だった現職のヴァルダス・アダムクスを破り逆転当選を果たした。
- 10日 -  北朝鮮が核拡散防止条約（NPT）脱退を宣言[1]。

### 2月
- 2日
  - 愛知県知事選挙投開票。現職の神田真秋が他の候補を圧倒し当選。
  - 山梨県知事選挙投開票。民主党・自由党の推薦を受けた前甲府市長の山本栄彦が、前衆議院議員の横内正明、元警視総監の井上幸彦との三つ巴の争いを制し初当選。
- 4日 -  ユーゴスラビア連邦共和国がセルビア・モンテネグロに改称。

### 3月
- 12日 -  セルビア・モンテネグロの首都ベオグラードにてゾラン・ジンジッチ首相が暗殺された。
- 17日 -  ブレア政権のイラクへの武力行使の方針に反発したロビン・クック枢密院議長兼庶民院院内総務が辞任。

### 4月
- 1日 - 大島理森農林水産大臣が辞任。
- 13日 - 第15回統一地方選挙の前半選である都道県知事選挙と道府県議会選挙、政令指定都市市長選挙と市議選の投票日。東京都知事選では現職の石原慎太郎が大差で圧勝。
- 21日 -  イラクの政府体制を再建するための連合国暫定当局が発足。
- 27日 - 第15回統一地方選挙の後半選である市区町村長選挙と市区町村議会選挙の投票日。

### 5月
- 10日〜11日 -  リトアニアで欧州連合加盟をめぐる国民投票が実施され、投票者の91.1%が欧州連合加盟を支持。
- 20日 - KSD事件に絡み受託収賄罪に問われた村上正邦元自民党参議院議員会長に対し、東京地裁は懲役2年2ヶ月、追徴金約7288万円の実刑判決を言い渡した。
- 22日 -  国際連合安全保障理事会、イラクの統治権限の承認、経済制裁の解除などを盛込んだ国際連合安全保障理事会決議1483を採択[2]。

### 6月
- 6日 - 武力攻撃事態対処関連3法が参議院本会議にて自民党・公明党・民主党などの賛成多数で可決・成立。
- 25日 - 入沢肇参議院議員が保守新党を離党し、自民党に入党。

### 7月
- 13日 -  イラクの暫定統治機関としてイラク統治評議会が設置される。
- 18日 - 元衆議院議員の辻元清美らが秘書給与を流用したとして詐欺容疑で逮捕された。
- 23日 - 民主党代表の菅直人と自由党党首の小沢一郎が両党の合併で合意し、合意文書に署名。
- 26日 - 参議院本会議にて、イラクにおける人道復興支援活動及び安全確保支援活動の実施に関する特別措置法が与党などの賛成多数で可決・成立。
- 27日 -  カンボジア国民議会選挙が行われ、与党人民党が議席を伸ばし勝利。

### 8月
- 19日 -  バグダードの国連事務所で爆弾を積んだトラックによる自爆テロが発生し、国連事務総長特別代表のセルジオ・デメロ（英語版）が死亡。その後国連はイラクから撤退。

### 9月
- 11日 -  スウェーデンのアンナ・リンド外務大臣が暗殺された。
- 20日 - 自由民主党総裁選挙が行われ、小泉純一郎総裁が再選。
- 22日 - 小泉再改造内閣発足。
- 26日 - 民主党が自由党を吸収合併。

### 10月
- 9日 - 江崎洋一郎衆議院議員が保守新党を離党し、自民党に入党。
- 10日 - 衆議院解散。
- 28日 - 第43回衆議院総選挙公示。

### 11月
- 9日 - 第43回衆議院総選挙投開票。自由民主党、公明党、保守党の与党3党が絶対安定多数を確保。民主党は議席を大幅に伸ばしたが政権獲得には届かず。一方社会民主党は6議席、日本共産党は9議席とそれぞれ惨敗。
- 10日 - 保守新党が自民党への合流を発表。
- 15日 - 社会民主党の福島瑞穂幹事長、衆院選惨敗の責任を取り辞任した土井たか子の後任の党首に就任。
- 21日 - 自民党が保守新党を吸収合併し、これ以降は公明党との自公連立政権となる。
- 23日 -  グルジアのエドゥアルド・シェワルナゼ大統領、2日に行われた議会選挙における不正を野党側が糾弾し議会占拠の混乱に至ったことを受け辞任。その後野党労働党のニノ・ブルジャナゼが暫定大統領に就任し、最高裁判所は議会選挙の無効を宣言。

### 12月
- 7日 -  ロシア下院選挙投開票。プーチン大統領の与党、統一ロシアが比例代表で120議席、小選挙区で103議席を獲得しそれぞれで第一党となった。
- 12日 -  ポール・マーティンが第21代カナダ首相に就任。
- 13日 -  アメリカ軍がサッダーム・フセインイラク元大統領を拘束。

## 死去
- 3月12日 - ゾラン・ジンジッチ： セルビア首相（* 1952年）
- 3月26日 - ダニエル・パトリック・モイニハン： 元アメリカ合衆国上院議員、第12代国連大使（* 1927年）
- 4月1日 - 鯨岡兵輔：元自由民主党衆議院議員、第59代衆議院副議長、第12代環境庁長官（* 1915年）
- 4月2日 - 村田敬次郎：元自由民主党衆議院議員、第43代自治大臣、第46代通商産業大臣、第43代自民党政務調査会長（* 1924年）
- 4月10日 - 西田信一：元自由民主党参議院議員、元、北海道開発庁長官兼科学技術庁長官（* 1902年）
- 4月24日 - 御法川英文：元自由民主党衆議院議員（* 1936年）
- 4月28日 - 長田裕二：元自由民主党参議院議員、第19代参議院議長（* 1917年）
- 6月24日 - 久保亘：元参議院議員【日本社会党・社会民主党・民主改革連合・民主党】、元大蔵大臣・副総理（* 1929年）
- 6月29日 - 鈴木和美：元日本社民党参議院議員、第28代国土庁長官（* 1929年）
- 7月5日 - 桜内義雄、第67代衆議院議長（* 1912年）
- 7月6日 - 日野市朗：元衆議院議員【日本社会党・社会民主党・民主党】、第61代郵政大臣（* 1934年）
- 7月22日
  - ウダイ・サッダーム・フセイン： イラク大統領サッダーム・フセインの長男（* 1964年）
- 7月22日
  - クサイ・サッダーム・フセイン： イラク大統領サッダーム・フセインの次男（* 1966年）
- 7月24日 - 黒田了一：元大阪府知事（* 1911年）
- 8月9日 - 沢たまき、参議院議員【新進党・公明党】（* 1937年）
- 8月10日 - 中村哲：元日本社民党参議院議員（* 1912年）
- 8月16日 - イディ・アミン： 第3代ウガンダ大統領（* 1925年）
- 8月18日 - 三ッ林弥太郎：元自由民主党衆議院議員、第40代科学技術庁長官（* 1918年）
- 9月11日 - アンナ・リンド： スウェーデン外務大臣（* 1957年）
- 10月23日 - 宋美齢： 元中国国民党中央委員会委員、初代中華民国総統蔣介石夫人（* 1897年）
- 10月26日 - 宮里松正：元自由民主党衆議院議員（* 1927年）
- 12月12日 - ヘイダル・アリエフ： 第3代アゼルバイジャン大統領（* 1923年）